# Фридрих I (герцог Брауншвейг-Люнебурга)
Фридрих I (нем. Friedrich I., 1357/1358 — 5 июня 1400) — герцог Брауншвейг-Вольфенбюттеля с 1373 года, герцог Брауншвейг-Люнебурга с 1388 года, старший сын герцога Магнуса II Торкватуса и его жены Катарины Анхальт-Бернбургской.

## Биография
После смерти отца — князь Вольфенбюттеля. Утвердился в Люнебурге в 1388 году в ходе войны за Люнебургское наследство.
В мае 1400 года на съезде князей во Франкфурте, на котором был смещён император Венцеслав, зять Фридриха Рудольф Саксонский выдвинул его кандидатуру трон короля, однако победил Рупрехт Пфальцский.
Во время возвращения из Франкфурта Фридрих I был убит у деревни Клейненглис (5 июня). В этом убийстве участвовали Генрих VII фон Вальдек и его друзья Фридрих III фон Хертингсгаузен и Конрад (Кунцман) фон Клейненглис.
Владения Фридриха унаследовали братья — Бернхард I и Генрих I.

## Брак и дети
Жена: с 1386 года Анна Саксонская (ум. 1426), дочь курфюрста Венцеля Саксен-Виттенбергского. Дети:
- Катарина (ум. между 1436 и 1439); муж: с 1413 граф Генрих XIX Шварцбург-Бланкенбургский
- Анна (ок. 1390—1432); муж: Фридрих IV Габсбург, граф Тироля.